# スターリング・アンド・フォルカーク統監
スターリング・アンド・フォルカーク統監（スターリング・アンド・フォルカークとうかん、英語: Lord Lieutenant of Stirling and Falkirk）は、イギリスの官職。統監の1つで、スターリング・アンド・フォルカークを担当する。1973年地方政府（スコットランド）法でスコットランドの地方自治体再編が行われ、再編に伴う1975年統監令（The Lord-Lieutenants Order 1975）によりスターリングシャー統監の管轄地域が拡大される形で成立した。

## 一覧
- 1975年3月19日 – 1979年：第3代レッキーのヤンガー子爵エドワード・ヤンガー（英語版）[1][2]
  - スターリングシャー統監より続投[2]
- 1979年9月26日 – 1983年：フレデリック・クラレンス・キャンベル・グラハム（英語版）[2]
- 1983年11月30日 – 2005年：ジェームズ・スターリング（英語版）[2][3]
- 2005年11月28日 – 2017年2月15日：マージョリー・ジェーン・マクラクラン[3][4]
- 2017年2月15日 – ：アラン・ゴードン・シンプソン[4]